# Ruy de Freitas
Ruy de Freitas, född 24 augusti 1916 i Macaé, död 2 augusti 2012 i Rio de Janeiro, var en brasiliansk basketspelare.
Han blev olympisk bronsmedaljör i basket vid sommarspelen 1948 i London.